# Sommer-Paralympics 2028
Die XVIII. Paralympischen Sommerspiele (englisch 2028 Summer Paralympics) werden voraussichtlich vom 15. bis zum 27. August 2028 in Los Angeles ausgetragen. Die Paralympics sind die Olympischen Spiele für Menschen mit körperlicher Behinderung und deren wichtigstes und größtes Sportereignis.

## Vergabe
Am 13. September 2017 hat das IOC in Lima erstmals parallel die Vergabe von zwei aufeinanderfolgenden Olympischen Spielen vorgenommen. Somit gab man die Austragung der Olympischen Sommerspiele 2024 und parallel die Vergabe der Paralympics an denselben Ausrichter bekannt. Hierbei setzte sich Paris gegen den einzigen verbliebenen Bewerber Los Angeles durch, der seinerseits den Zuschlag der beiden Sportereignisse für die folgende Austragung der Paralympischen und Olympischen Sommerspiele 2028 erhielt.

## Sportarten
- 5er-Fußball
- Badminton
- Boccia
- Bogenschießen
- Goalball
- Judo
- Leichtathletik
- Paraclimbing (neu)
- Parakanu
- Pararudern
- Paratriathlon
- Powerlifting
- Radsport (Straße, Bahn)
- Reiten
- Rollstuhlbasketball
- Rollstuhlfechten
- Rollstuhlrugby
- Rollstuhltennis
- Schießen
- Schwimmen
- Sitzvolleyball
- Taekwondo
- Tischtennis[4]

## Marketing
Die Embleme der Olympischen und Paralympischen Sommerspiele 2028 wurden am 1. September 2020 mit einem austauschbaren „A“ vorgestellt, welches die kulturelle Vielfalt von Los Angeles widerspiegeln soll.